# Centropogon leucocarpus
Centropogon leucocarpus är en klockväxtart som beskrevs av Mcvaugh. Centropogon leucocarpus ingår i släktet Centropogon och familjen klockväxter. Inga underarter finns listade i Catalogue of Life.